# Boronia (Victoria)
Boronia ist ein Stadtteil im Osten von Melbourne. Er ist 29 km vom Stadtzentrum entfernt. Bei der Volkszählung 2016 hatte er 22.195 Einwohner.

## Geschichte
Boronia war zunächst Teil des benachbarten Bayswater. 1915 wurde das Gebiet von A. E. Chandler, einem Mitglied des Council, nach den Korallenrauten (Boronia), die auf seinem Grundstück wuchsen, benannt.
1920 wurde ein Bahnhof und ein Postamt eröffnet, was zu einem Anstieg der Bevölkerungszahl führte. Ein weiterer Bevölkerungszuwachs erfolgte in den 1960er und 1970er Jahren.